# Aulacizes clypeata
Aulacizes clypeata är en insektsart som först beskrevs av Victor Antoine Signoret 1855.  Aulacizes clypeata ingår i släktet Aulacizes och familjen dvärgstritar. Inga underarter finns listade i Catalogue of Life.